# Le Tremblay-Omonville
Pour les articles homonymes, voir Tremblay et Omonville (homonymie).
Le Tremblay-Omonville est une commune française située dans le département de l'Eure, en région Normandie.

## Géographie

### Localisation
Le Tremblay-Omonville est une commune du plateau du Neubourg, dans le centre du département de l'Eure.
|                                   | Le Neubourg                   | Crosville-la-Vieille          |
| Épreville-près-le-Neubourg Combon | Tremblay-Omonville            | Sainte-Colombe-la-Commanderie |
|                                   | Sainte-Colombe-la-Commanderie | Sainte-Colombe-la-Commanderie |

### Hydrographie
La commune est située dans le bassin Seine-Normandie. Elle n'est drainée par aucun cours d'eau,. Néanmoins trois plans d'eau sont présents sur le territoire communal : la mare de la Briqueterie (0,25 ha), la mare de la Rouillaise (0,09 ha) et la mare de la Viéville (0,1 ha),.

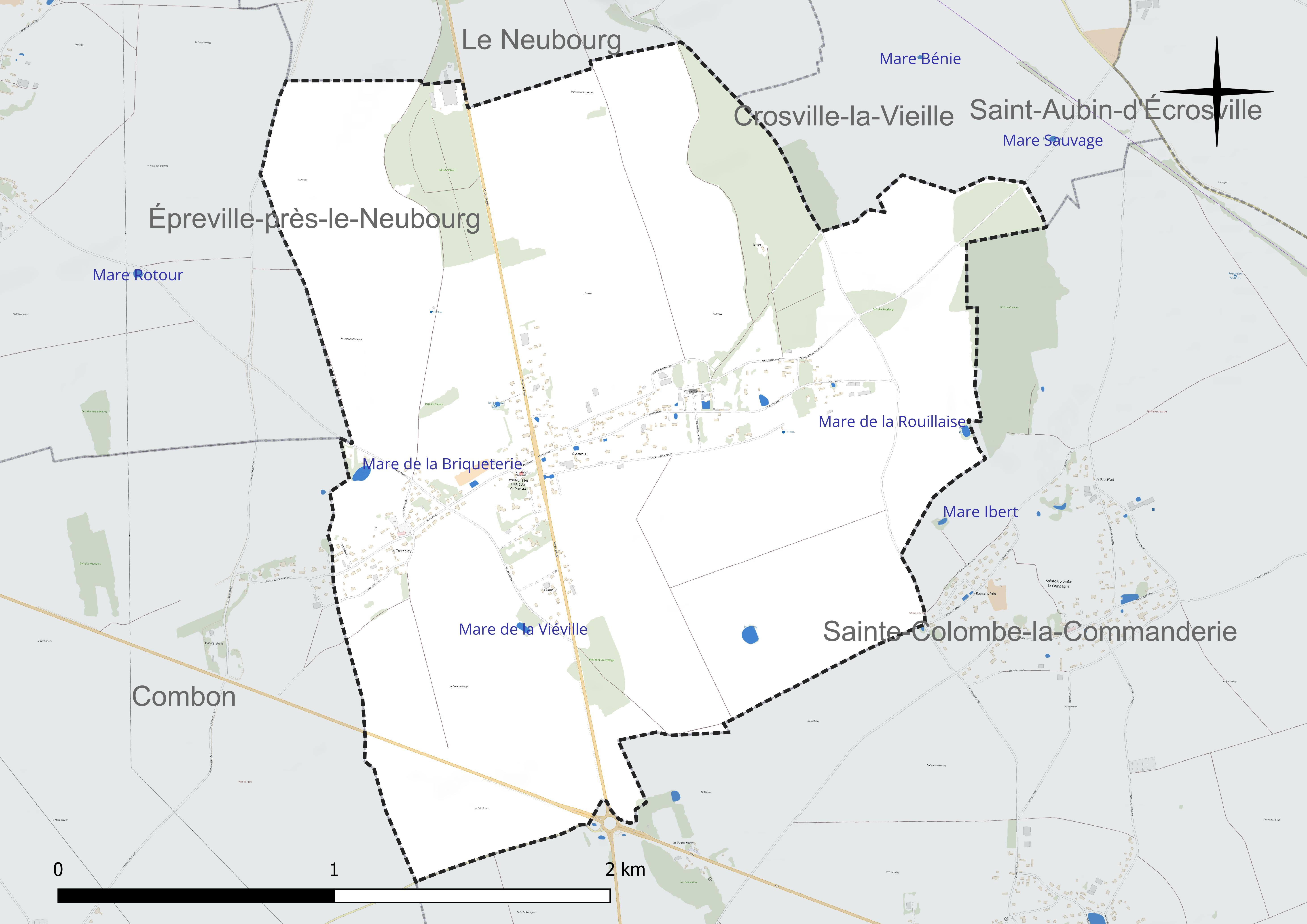
Réseau hydrographique du Tremblay-Omonville.

### Climat
Pour des articles plus généraux, voir Climat de la Normandie et Climat de l'Eure.
En 2010, le climat de la commune est de type climat océanique dégradé des plaines du Centre et du Nord, selon une étude du CNRS s'appuyant sur une série de données couvrant la période 1971-2000. En 2020, Météo-France publie une typologie des climats de la France métropolitaine dans laquelle la commune est exposée à un climat océanique et est dans la région climatique  Côtes de la Manche orientale, caractérisée par un faible ensoleillement (1 550 h/an) ; forte humidité de l’air (plus de 20 h/jour avec humidité relative > 80 % en hiver), vents forts fréquents. Parallèlement le GIEC normand, un groupe régional d’experts sur le climat, différencie quant à lui, dans une étude de 2020, trois grands types de climats pour la région Normandie, nuancés à une échelle plus fine par les facteurs géographiques locaux. La commune est, selon ce zonage, exposée à un « climat des plateaux abrités », correspondant aux plaines agricoles de l’Eure, avec une pluviométrie beaucoup plus faible que dans la plaine de Caen en raison du double effet d’abri provoqué par les collines du Bocage normand et par celles qui s’étendent sur un axe du Pays d'Auge au Perche.
Pour la période 1971-2000, la température annuelle moyenne est de 10,3 °C, avec  une amplitude thermique annuelle de 13,8 °C. Le cumul annuel moyen de précipitations est de 738 mm, avec 11,3 jours de précipitations en janvier et 8,2 jours en juillet. Pour la période 1991-2020, la température moyenne annuelle observée sur la station météorologique la plus proche, située sur la commune de Brionne à 16 km à vol d'oiseau, est de 11,5 °C et le cumul annuel moyen de précipitations est de 791,7 mm,. Pour l'avenir, les paramètres climatiques de la commune estimés pour 2050 selon différents scénarios d’émission de gaz à effet de serre sont consultables sur un site dédié publié par Météo-France en novembre 2022.

## Urbanisme

### Typologie
Au 1er janvier 2024, Le Tremblay-Omonville est catégorisée commune rurale à habitat dispersé, selon la nouvelle grille communale de densité à 7 niveaux définie par l'Insee en 2022.
Elle est située hors unité urbaine. Par ailleurs la commune fait partie de l'aire d'attraction d'Évreux, dont elle est une commune de la couronne,. Cette aire, qui regroupe 108 communes, est catégorisée dans les aires de 50 000 à moins de 200 000 habitants,.

### Occupation des sols
L'occupation des sols de la commune, telle qu'elle ressort de la base de données européenne d’occupation biophysique des sols Corine Land Cover (CLC), est marquée par l'importance des territoires agricoles (84,9 % en 2018), une proportion identique à celle de 1990 (84,9 %). La répartition détaillée en 2018 est la suivante : 
terres arables (79,1 %), zones urbanisées (8,5 %), forêts (6,5 %), zones agricoles hétérogènes (5,9 %). L'évolution de l’occupation des sols de la commune et de ses infrastructures peut être observée sur les différentes représentations cartographiques du territoire : la carte de Cassini (XVIIIe siècle), la carte d'état-major (1820-1866) et les cartes ou photos aériennes de l'IGN pour la période actuelle (1950 à aujourd'hui).

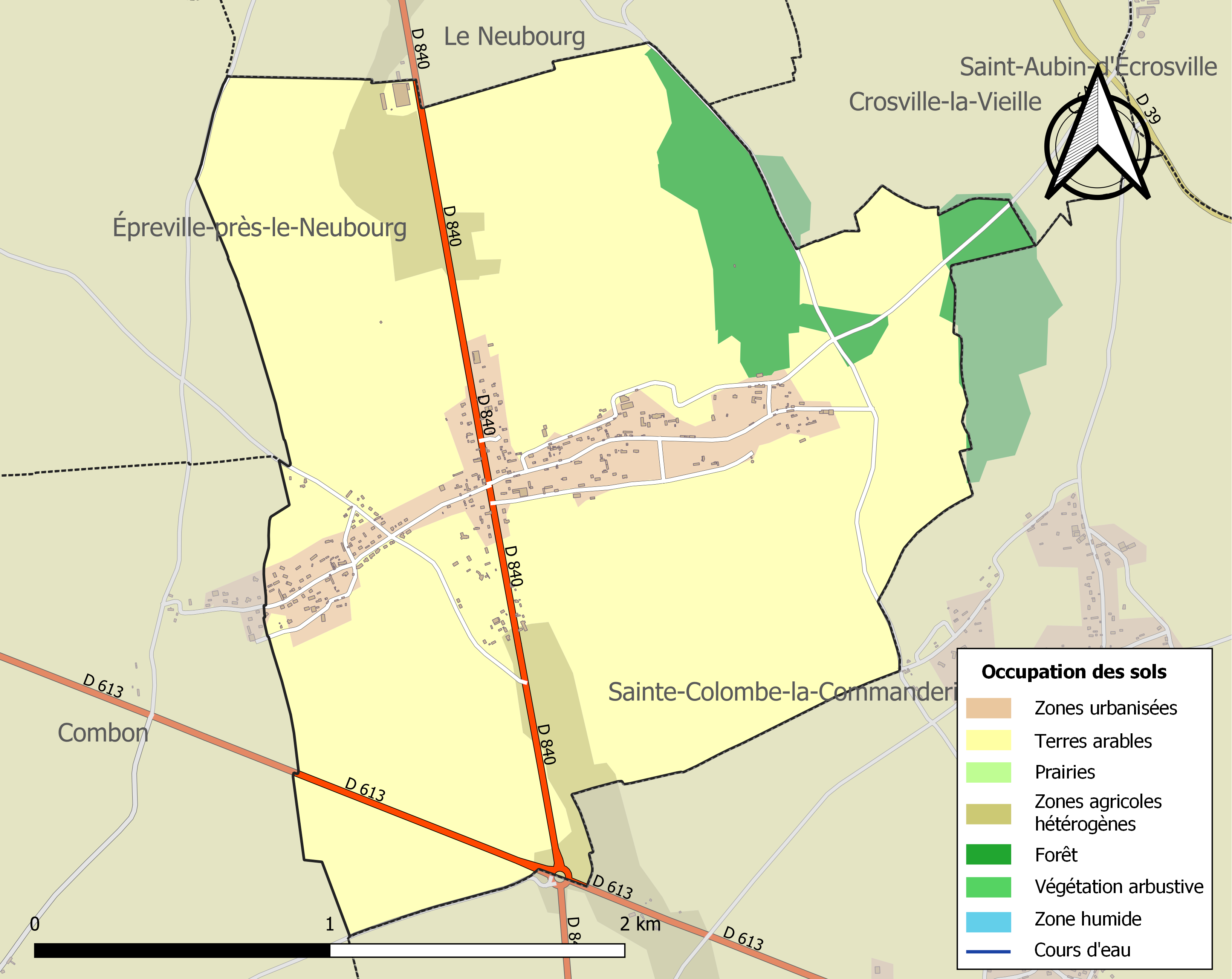
Carte des infrastructures et de l'occupation des sols de la commune en 2018 (CLC).

## Toponymie
- Le Tremblay est attesté sous les formes Trembley vers 1140[18] (charte d’Amaury, cte d’Évreux), Trembleium en 1217, Trembleyum en 1300 (cartulaire S. Trin. Bellim.), Tremblei en 1469, Le Trembley Osmonville en 1700 (dépt de l’élect. de Conches), Le Tremblay Omonville en 1754 (Dict. des postes)[19], Tremblay en 1793, Le Tremblay en 1801[20].

Tremblay, de l'oïl tremblei ancienne forme masculine désignant un endroit planté de trembles, aujourd’hui une tremblaie.
- Omonville est attesté sous les formes Osmundivilla XIIIe siècle (André Duchesne, Liste de serv. militaires), Osmunvilla et Osmuntvilla entre 1225 et 1300 (cartulaire de Beaumont), Aumanville en 1408 (aveu), Domonville en 1562, Aumonville au XVe siècle (dénomb. de la vicomté de Conches)[19].

Omonville n'était qu'un hameau du Tremblay. Depuis 1954, son adjonction ancienne au Tremblay est officialisée. Il s'agit d'un des nombreux Omonville, Osmonville de Normandie qui datent de l'époque médiévale. Ce toponyme en -ville au sens ancien de « domaine rural » est composé avec le nom de personne vieux norois Osmundr, variante de Ásmundr (vieux danois et anglo-scandinave Osmund). Il se perpétue dans les patronymes normands Omont, Osmont, Osmond, parfois altéré en Aumont (inversement Osmanville est un ancien Aumanville). La ressemblance avec les noms de lieux Omont ou Aumont dans d'autres régions est fortuite.

## Histoire
Jusqu'en 1953, Omonville n'était qu'un hameau : Le Tremblay et Omonville se sont unis cette année pour former la commune nouvelle actuelle.

## Politique et administration
| Période   | Période   | Identité               | Étiquette | Qualité  |
| --------- | --------- | ---------------------- | --------- | -------- |
| mars 2001 | mars 2006 | Philippe Quentin       |           |          |
| 2006      | En cours  | Jean-François Lefebvre | SE        | Retraité |

## Démographie
L'évolution du nombre d'habitants est connue à travers les recensements de la population effectués dans la commune depuis 1793. Pour les communes de moins de 10 000 habitants, une enquête de recensement portant sur toute la population est réalisée tous les cinq ans, les populations de référence des années intermédiaires étant quant à elles estimées par interpolation ou extrapolation. Pour la commune, le premier recensement exhaustif entrant dans le cadre du nouveau dispositif a été réalisé en 2006.

En 2022, la commune comptait 383 habitants, en évolution de +13,65 % par rapport à 2016 (Eure : −0,25 %, France hors Mayotte : +2,11 %).
| 1793 | 1800 | 1806 | 1821 | 1831 | 1836 | 1841 | 1846 | 1851 |
| ---- | ---- | ---- | ---- | ---- | ---- | ---- | ---- | ---- |
| 340  | 366  | 371  | 323  | 358  | 346  | 349  | 350  | 357  |

| 1856 | 1861 | 1866 | 1872 | 1876 | 1881 | 1886 | 1891 | 1896 |
| ---- | ---- | ---- | ---- | ---- | ---- | ---- | ---- | ---- |
| 343  | 315  | 313  | 303  | 284  | 267  | 250  | 253  | 242  |

| 1901 | 1906 | 1911 | 1921 | 1926 | 1931 | 1936 | 1946 | 1954 |
| ---- | ---- | ---- | ---- | ---- | ---- | ---- | ---- | ---- |
| 245  | 190  | 192  | 150  | 195  | 186  | 189  | 206  | 175  |

| 1962 | 1968 | 1975 | 1982 | 1990 | 1999 | 2006 | 2011 | 2016 |
| ---- | ---- | ---- | ---- | ---- | ---- | ---- | ---- | ---- |
| 138  | 144  | 187  | 199  | 241  | 270  | 283  | 325  | 337  |

| 2021 | 2022 | - | - | - | - | - | - | - |
| ---- | ---- | - | - | - | - | - | - | - |
| 376  | 383  | - | - | - | - | - | - | - |

## Lieux et monuments

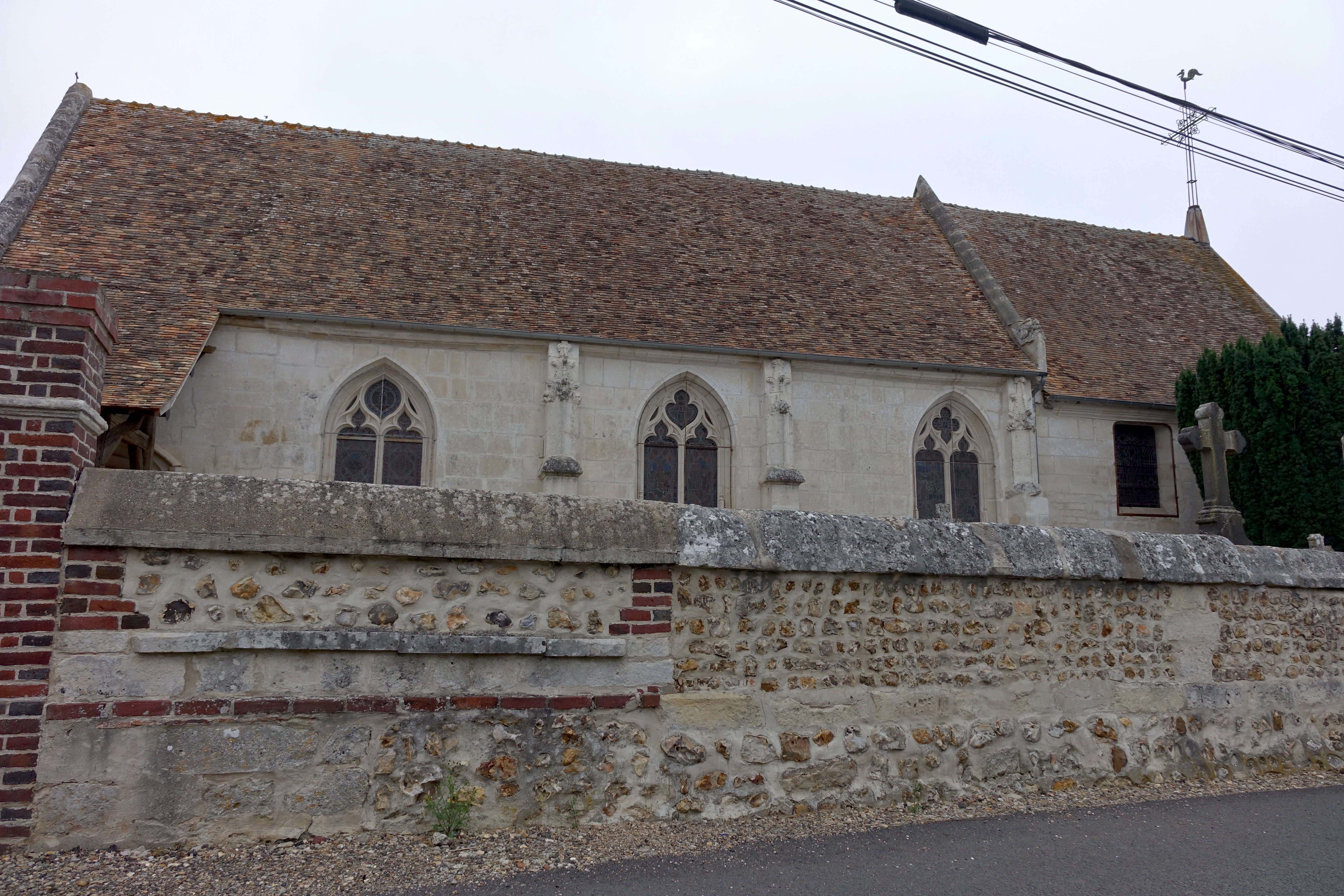
Église Saint-Martin.

- Le château d'Omonville, du XVIIIe siècle, classé au titre des monuments historiques depuis 1948[24]. Propriété de l'Ordre de la Rose-Croix, il abrite la Grande Loge de la Juridiction des pays de langue française.
- Église Saint-Martin.

## Héraldique
| Blason de Le Tremblay-Omonville | Blason  | Tiercé en pairle renversé: au 1 de gueules à deux léopards d'or armés et lampassés d'azur, l'un au-dessus de l'autre, au 2 d'argent à un tremble au naturel, au 3 d'azur à une tête de cheval coupée d'or. |
| Blason de Le Tremblay-Omonville | Détails | Les deux léopards d'or rappellent les armoiries de la Normandie. Créé par JF Binon. Adopté le 1er décembre 2022.                                                                                           |